# Traumstadt
Traumstadt ist ein 1973 gedrehter dystopischer Spielfilm des deutschen Regisseurs Johannes Schaaf nach dem 1909 erschienenen Roman Die andere Seite von Alfred Kubin. Die Hauptrollen spielen Schaafs damalige Lebensgefährtin Rosemarie Fendel und der schwedische Star Per Oscarsson.

## Handlung
Florian und Anna Sand sind ein Münchner Künstlerpaar. Florian arbeitet als Graphiker, doch er fühlt sich durch die Gegebenheiten gehemmt und zunehmend frustriert. Der Traum von einer absoluten künstlerischen Freiheit lässt sich in seinem gegenwärtigen Leben nicht verwirklichen. Seit drei Tagen nun folgt ihm ein mysteriöser Fremder auf Schritt und Tritt, der ihn schließlich anspricht und sich Sand als Agent einer Traumstadt vorstellt. Er versucht Sand und seine Frau als Neubürger mit dem Versprechen zu ködern, dass man dort tatsächlich all seine Wünsche und Träume verwirklichen könne. Das Ziel sei die Vollendung absoluter Freiheit. Florian und Anna treten die langwierige Reise in das geheimnisumwitterte Eldorado fernab von der restlichen Zivilisation an und sind nach der Ankunft, wo sie ein merkwürdiger Zwerg in Empfang nimmt, zunächst sehr beeindruckt von den Möglichkeiten einer solchen visionären Stadt. Das bunte Treiben an diesem optisch barocken und doch kafkaesken Ort mit seinen oftmals skurrilen Figuren, das ein wenig an das Menschen-Panoptikum einer klassischen Fellini-Inszenierung erinnert, fasziniert die Neuankömmlinge.
Doch bald hat vor allem Anna ihre Probleme, sich an diesem merkwürdigen Ort zu akklimatisieren und die auf sie einstürmenden Eindrücke zu verarbeiten. Sie erschreckt und verwirrt das Gebotene, der Überfluss und die Schrankenlosigkeit dieser utopischen Welt. Anna erleidet einen Nervenzusammenbruch, und die Traumstadt als Ort der Ausschweifung wird nicht nur für sie zur Alptraumstadt. Die Regellosigkeiten, das hemmungslose Ausleben eigener Wünsche und Begierde erweist sich als zweischneidiges Schwert und bringt fürchterliche Verwerfungen im menschlichen Miteinander hervor. Florian entfremdet sich von Tag zu Tag mehr von seiner Gattin und fühlt sich auf magische Weise zu einer geheimnisvollen Schönen hingezogen. Bald macht sich allgemeines Chaos breit, Sittenverfall und Perversion, Libertinage und Gewaltexzesse sind allgegenwärtig in der „Traumstadt“, deren Untergang vorprogrammiert zu sein scheint. Nur Florian scheint die Kehrseite der absoluten Freiheit, die grenzenlose Dekadenz, noch nicht erkannt zu haben, bis diese Parallelwelt wie ein Kartenhaus in sich zusammenstürzt. Kaum einer wird diesem Zerfall entkommen…
Fast durch den ganzen Film verteilt finden sich Szenen, in denen Florian Sand versucht der geheimnisvollen Fremden näherzukommen. Bei einem Versuch sie zu küssen flüchtet sie. Während einer exzessiven Veranstaltung in einem Haus mit vielen Schaulustigen gerät er zufällig in ein Zimmer, in dem die Schöne sich aufhält und scheinbar für die Besucher posiert. Beide entdecken in einem Kirchturm die Leiche von Klaus Patera, dieser hatte in Anbetracht des Niederganges seines Reiches Selbstmord begangen. Bei der Zerstörung der Stadt durch aufständische Bürger und Revolutionäre versucht Florian Sand die junge Frau zu retten.

## Produktionsnotizen
Traumstadt entstand in Přísečnice, Český Krumlov (beide Tschechoslowakei) und Israel (Außenaufnahmen). Der Film benötigte ein halbes Jahr Drehzeit und rund zwei Millionen DM Produktionskosten. Die Uraufführung fand am 15. November 1973 statt. Die deutsche Fernseherstausstrahlung war am 4. November 1975 in der ARD, die Traumstadt durch ihren Sender Südwestfunk mitproduziert hatte.
Willy Egger hatte die Herstellungsleitung, Wilfried Minks und Bohuslav Kulič schufen die Filmbauten. Die Choreografie ist von Ladislav Fialka. Regisseur Schaaf übernahm auch einen Gastauftritt.
Werner Uschkurat verlieh Per Oscarsson die Synchronstimme.

## Kritiken
Vincent Canby kritisierte in der New York Times, dass der Film einen kafkaesken Alptraum zeichnet, der zwischen einer psychologischen und einer politischen Betrachtung unentschieden bleibt, obwohl er sicher ist, dass ein wirkliches Utopia die meisten Menschen verrückt machen würde („The film is a vaguely Kafkaesque nightmare that can't make up its mind whether its interests are psychological or political, though it seems to be certain that utopia would drive most people mad.“)

„Ein breit angelegtes Filmgemälde mit orgiastischen Fantasmen und mondänen Kunstreizen, das der Vorlage Kubins teils getreu folgt, sie teils umdeutet und mit surrealen Bildeinfällen und glänzend inszenierten Happenings umsetzt. Die Überfrachtung mit Symbolen führt die angestrebte Ambivalenz (das Janusköpfige als Freiheitsbegriff) streckenweise freilich in bloße Konfusion.“

Wolf Donner lobte den Film und führte aus: Man fragt sich im Film nie, was wohl real gemeint, was geträumt sei. Ein Märchen vielleicht, ein Tagtraum, eine surreale Vision. Ganz nüchtern und selbstverständlich wird das makabre, absurde Geschehen vorgeführt.
Der Filmdienst hielt fest: Ein breit angelegtes Filmgemälde mit orgiastischen Fantasmen und mondänen Kunstreizen, das der Vorlage Kubins teils getreu folgt, sie teils umdeutet und mit surrealen Bildeinfällen und glänzend inszenierten Happenings umsetzt. Die Überfrachtung mit Symbolen führt die angestrebte Ambivalenz (das Janusköpfige als Freiheitsbegriff) streckenweise freilich in bloße Konfusion.
Unter den Schichten an Weltuntergangsromantik, die am Ende sehr konkret in den Kader schießt, ist hier eben doch eine für den damals noch jungen deutschen Film ungewöhnliche Lust am drastischen, entrückten, bizarren Bild zu beobachten. 